# Manuela Miebach
Manuela Miebach (Künstlername als Schauspielerin Manuela van Boogh; * 1950 in Düsseldorf) ist eine deutsch-österreichische Schauspielerin, Sängerin (Operette, Musical), Journalistin, Theaterautorin, Librettistin, Musikkritikerin und Biografin. 

## Leben

### Ausbildung und Schauspiel
Manuela Miebachs Vater war Kunstmaler und Restaurator, ihre Mutter Opernsängerin. Sie wuchs in Berlin auf. Ab dem Alter von 7 Jahren erhielt sie eine Tanz- und Ballettausbildung an der Ballettschule Sabine Ress. Im Alter von 8 Jahren stand sie erstmals auf der Bühne, in der Operette Gräfin Mariza, wo sie im Kinderchor sang und tanzte. Sie besuchte die Berliner Franziskusschule und absolvierte 1967–1969 eine Schauspielausbildung im Schauspielstudio Edith Hildebrandt in Berlin. Von 1968 bis 1970 studierte sie außerdem Klavier und Gesang an der Universität der Künste in Berlin.
Manuela Miebach spielte, beginnend bereits während ihrer Schauspielausbildung, in den Jahren 1967–1975 in über 20 Film- und Fernsehproduktionen mit. Dabei war sie als Hauptdarstellerin und Nebendarstellerin in Filmen unterschiedlichen Genres zu sehen. Sie wirkte, u. a. unter der Regie von Harald Reinl, Rudolf Jugert, Franz Marischka, Jürgen Roland und Eugen York, in Ende der 1960er Jahre in Krimifilmen, sowie in mehreren Fernsehproduktionen mit. 1971 hatte sie, unter Rudolf Jugerts Regie, eine Hauptrolle als Pechmarie (im Film Schwarzmarie genannt) in dem vom Schweizer Fernsehen für die deutsche und rätoromanische Schweiz (SF DRS, Zürich) produzierten Märchenfilm Frau Holle. In der ZDF-Operettenverfilmung Madame Pompadour (1974; Regie: Eugen York) spielte sie, an der Seite von Hans Clarin, die Rolle der Grisette Caroline. In der ZDF-Operettenverfilmung Die Dubarry (1975; Regie: Werner Jacobs) war sie neben Julia Migenes in der Rolle der Lucille als Schauspielerin zu sehen.
Neben ihrer Film- und Fernseharbeit trat Miebach in zahlreichen Theaterhäusern auf, darunter Schillertheater Berlin (1967), Theater des Westens in Berlin (1968), Stadttheater Lübeck (1972), Hamburger Operettenhaus (1971), Deutsches Theater München, Kleine Bühne Schwabing, Raimundtheater Wien (1976), Theater an der Wien (1982), und war 1981 bei den Operettenfestspielen Bad Ischl zu sehen.
Für die Berliner Trash-Soap Berlin Bohème kehrte sie noch einmal vor die Filmkamera zurück. 2006 hatte sie dort in der 4. Staffel eine wiederkehrende Serienrolle als Brigitta Dahlmann. 2014 wirkte sie in dem österreichischen Kurzfilm Eine Leiche zum Schwarztee mit. Der Werbekurzfilm Erstmal verstehen, gedreht im Mai/Juni 2017, mit Manuela Miebach in der Hauptrolle, wurde im Oktober 2018 in der Kategorie „Marketing Communication“ bei den Media and TV Awards in Cannes ausgezeichnet.

### Auftritte als Sängerin
Im Herbst 1975, nach anderen Quellen: 1976, zog Miebach nach Wien, wo sie Gesang am Konservatorium der Stadt Wien studierte. Sie wechselte von der Schauspielerei zum Gesang und gastierte als Operetten- und Musicalsängerin im In- und Ausland. Sie hatte Engagements am Wiener Raimundtheater und am Theater an der Wien. Als Operettendiva trat Manuela Miebach in den Jahren 1976–2006 auch bei zahlreichen Operettenkonzerten in Deutschland, in der Schweiz, Finnland und Japan (1989, in Tokio mit Ernst Schütz als Partner) auf. 1978 wurde sie mit der Robert-Stolz-Medaille ausgezeichnet. Zu ihren Operetten- und Musicalrollen gehörten u. a. die Sängerin Angèle Didier in Der Graf von Luxemburg (1989), Madame Giry in Das Phantom der Oper (2001–2003, in einer Tournee-Fassung mit über 180 Aufführungen, später erneut 2009 in einer Neuinszenierung des Europa-Musical Theaters) und Prinz Orlowsky in Die Fledermaus (2006).
Altersbedingt vollzog sie schließlich den Wechsel ins Charakterfach der Operette und übernahm das Rollenfach der „komischen Alten“. In Tourneeproduktionen der „Johann-Strauß-Operette-Wien“ spielte sie u. a. die Fürstin Anhilte in Die Csárdásfürstin (2011) und die Fürstin Božena Guddenstein zu Clumetz in Gräfin Mariza (2012). 2013 spielte sie in einer Tournee-Inszenierung der „Johann-Strauß-Operette-Wien“ mit der Rolle der Erzieherin Mirabella in der Operette Der Zigeunerbaron ihre letzte Bühnenrolle. 2017/2018 trat sie noch einmal als Fürstin Lippert-Weylersheim bei der „Johann Strauß-Operette-Wien“ auf. Seit ihrem Abschied von der Bühne ist sie hauptberuflich als Autorin tätig.

### Tätigkeit als Autorin
1980 erschien ihr literarisches Debüt, ein Gedichtband mit dem Titel Spitze Zungen im Wiener Sensen Verlag. Seit 1982 ist Miebach Mitglied im Literaturhaus der Stadt Wien und bei der IG Autorinnen Autoren. Ab 1983 war Miebach als freie Autorin und Journalistin tätig.
Miebach veröffentlichte Lyrik, Prosa, mehrere Theaterstücke, Libretti zu Musicals und Liedertexte. Sie verfasste die Liedertexte, u. a. Du kleine weiße Friedenstaube und Die Lampen an, die Lampen aus, die von dem österreichischen Komponisten Herbert Seiter vertont wurden. Außerdem schrieb sie für verschiedene Kunstzeitschriften und Kunstmagazine. Als Theater- und Musikkritikerin schreibt sie regelmäßig für den Wiener Neuen Merker.
Im September 2015 erschien Miebachs Buch Beethoven – Gott, welch’ Dunkel hier!. Aspekte zwischen Spekulation und Wahrheit, eine Biografie über Ludwig van Beethoven, in der Miebach ihre über 40-jährige Forschungsarbeit zu Beethoven zusammenfasste.

### Privates
Miebach, die mittlerweile die österreichische Staatsbürgerschaft besitzt, lebt nach vielen Jahren in Wien-Ottakring mittlerweile in Ried im Innkreis. Sie erwarb den Pilotenschein.

## Filmografie (Auswahl)
- 1967: Das Geständnis eines Mädchens, Regie: Jürgen Büchmann
- 1967: Alle Hunde lieben Theobald (Fernsehfilm), Regie: Eugen York
- 1968: Straßenbekanntschaften auf St. Pauli, Regie: Werner Klingler
- 1968: Mathilde Möhring, Regie: Claus Peter Witt
- 1969: Eine Rechnung, die nicht aufgeht (Fernsehkurzfilm), Regie: Thomas Fantl
- 1969: Jerry Cotton: Todesschüsse am Broadway
- 1972: Rabe, Pilz und dreizehn Stühle
- 1971: St. Pauli Nachrichten – Thema Nr. 1
- 1971: F.M.D. – Psychogramm eines Spielers (Fernsehfilm), Regie: Georg Tressler
- 1971: Leben heißt lieben, Regie: Stylianos Pavlides
- 1974: Madame Pompadour (Fernsehfilm), Regie: Eugen York
- 1975: Die Dubarry (Fernsehfilm), Regie: Werner Jacobs
- 1976: Stille Stunden
- 1977: Frau Holle, Regie: Rudolf Jugert
- 2006: Berlin Bohème (Fernsehserie; wiederkehrende Serienrolle)
- 2010: Alles nach Plan (Kurzfilm)
- 2014: Eine Leiche zum Schwarztee[22][23] (Kurzfilm), Regie: Manuel Lutz
- 2017: Murphys Katze (Kurzfilm), Regie: Claudia Kellner
- 2017: Erstmals verstehen (Kurzfilm), Regie: Roman Rögner

## Veröffentlichungen (Auswahl)
- Spitze Zungen. Sensen Verlag, 1980. ISBN 978-3-900130-67-1
- Beethoven – Gott, welch' Dunkel hier! Aspekte zwischen Spekulation und Wahrheit. Novum 2015, ISBN 978-3-99010-776-8.
- Christian Gottlob Neefe. Bekannter sächsischer Komponist und Lehrer Ludwig van Beethovens. Ruhm und Verzweiflung! Ars-Una Verlag 2019, ISBN 978-3-946646-21-1
- Christian Gottlob Neefe. Bekannter sächsischer Komponist und Lehrer Beethovens. Zwischen Ruhm und Verzweiflung!. Rediroma-Verlag, Neuauflage 2023, ISBN 978-3-98885-139-0
- Die Hochkultur Russlands zwischen den Fronten des Westens. Musik und Literatur aus kulturgeschichtlicher Perspektive. Rediroma-Verlag, 2024, ISBN 978-3-98885-155-0
- Antonio Salieri – das Lob der Musik! Opfer von Verschwörungsmythen und Verleumdungen. Rediroma-Verlag, 2025, ISBN 978-3-98885-748-4